# هیدکو مائهاتا
هیدکو مائهاتا (به انگلیسی: Hideko Maehata) (زادهٔ ۲۰ مهٔ ۱۹۱۴ – درگذشته ۲۴ فوریه ۱۹۹۵) شناگر اهل ژاپن بود.